# Ekeskog
Ekeskog är kyrkby i Ekeskogs socken i Töreboda kommun i Västergötland. Orten ligger väster om södra delen av sjön Viken.
I byn ligger Ekeskogs kyrka.